# Xianning

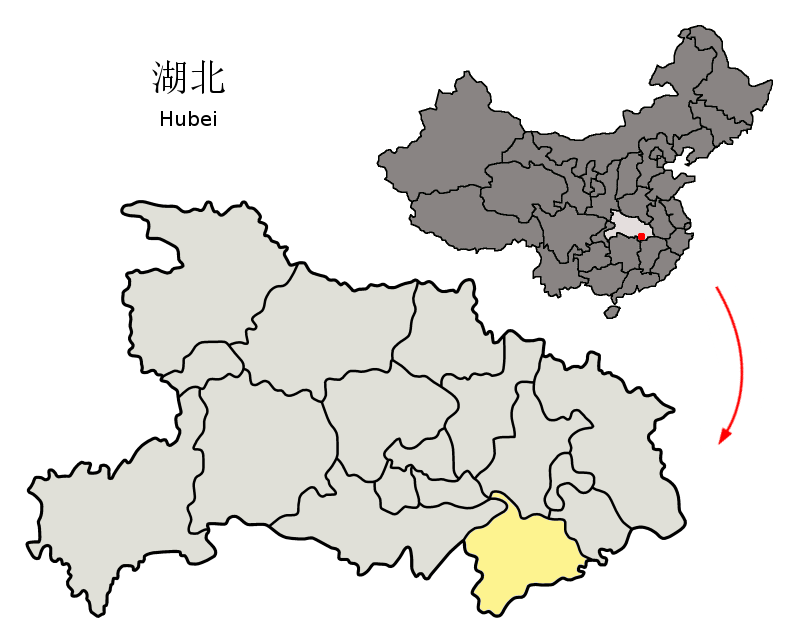
Lage von Xianning (gelb) in Hubei

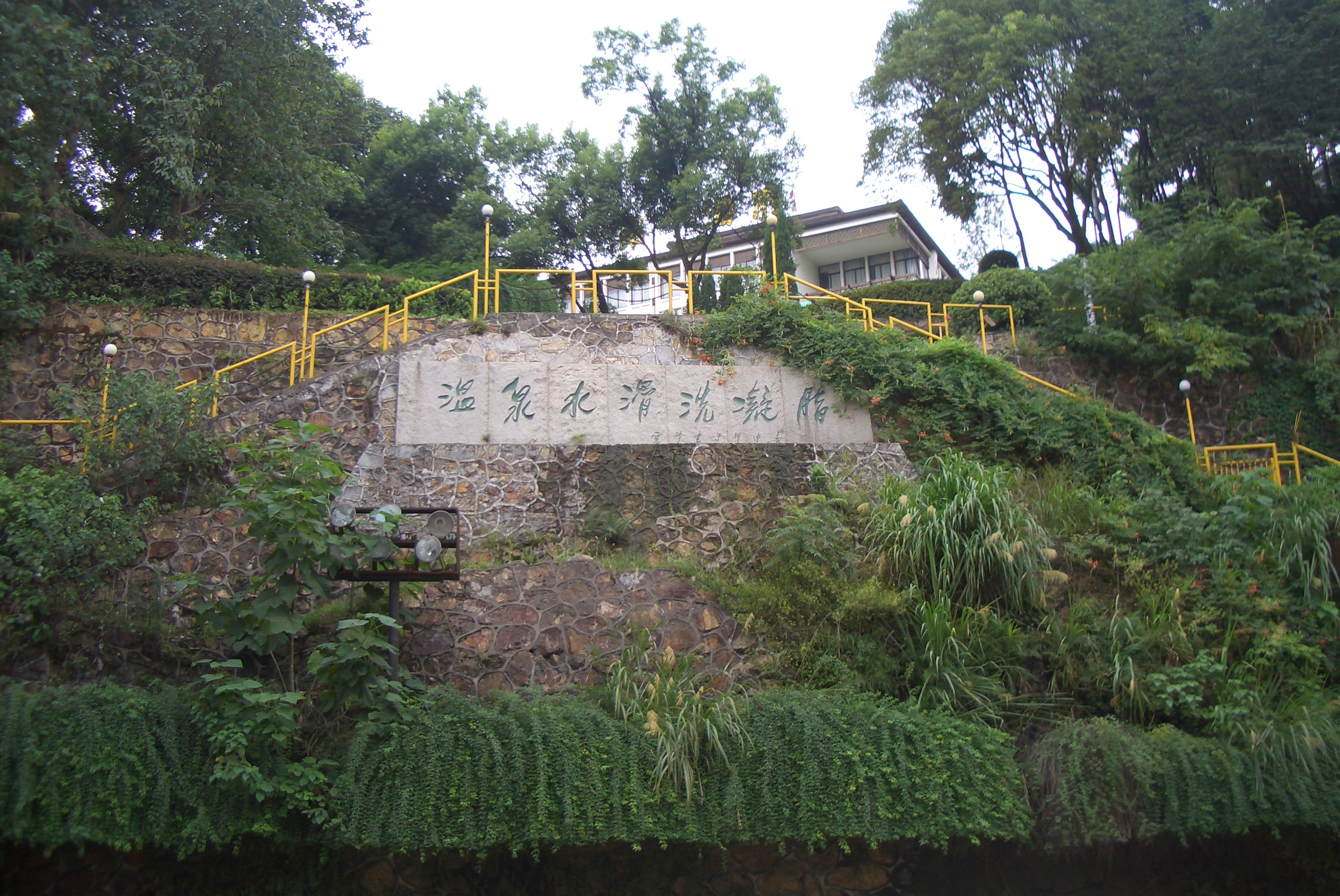
Eingang zum Waldpark

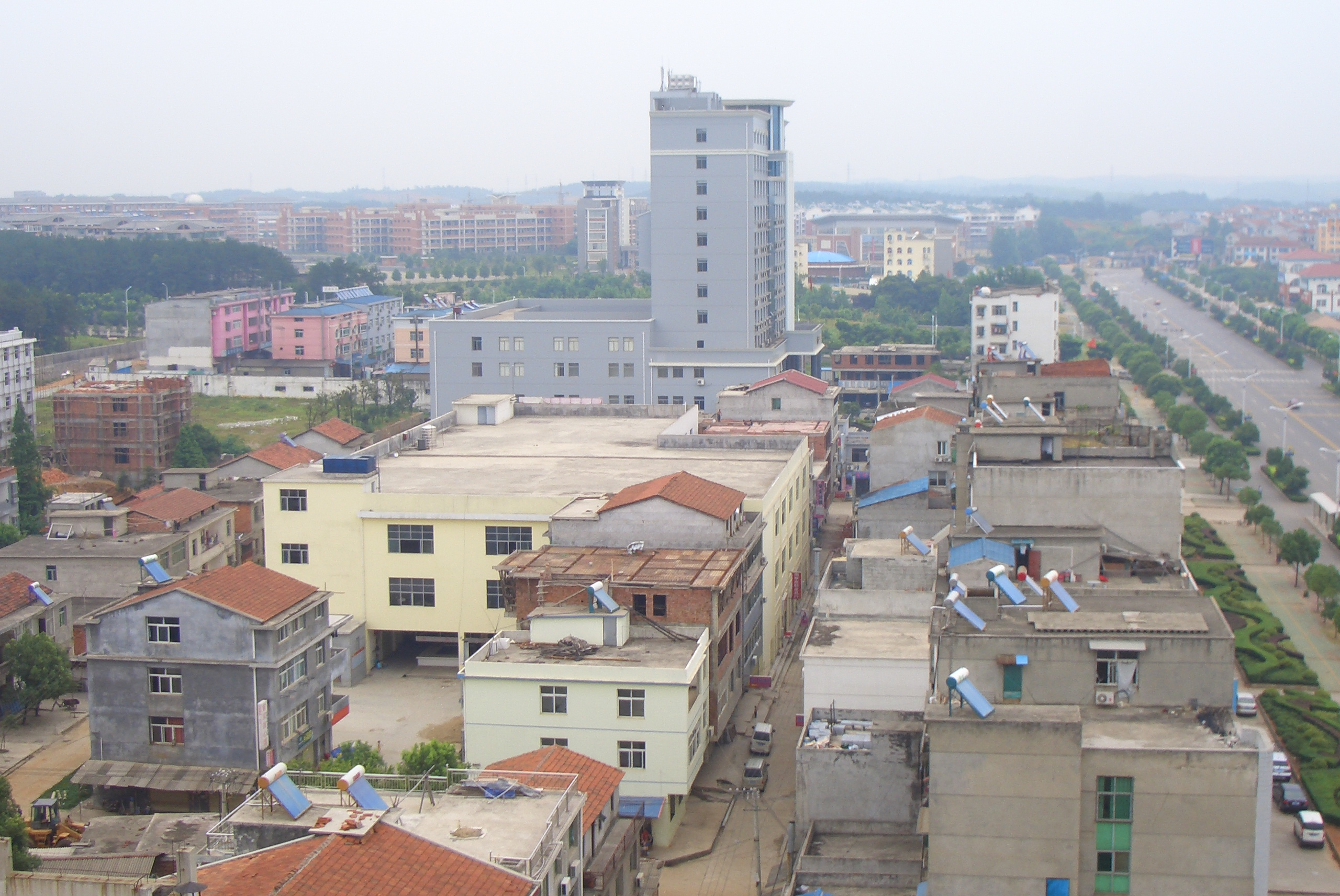
Stadtrand von Xianning

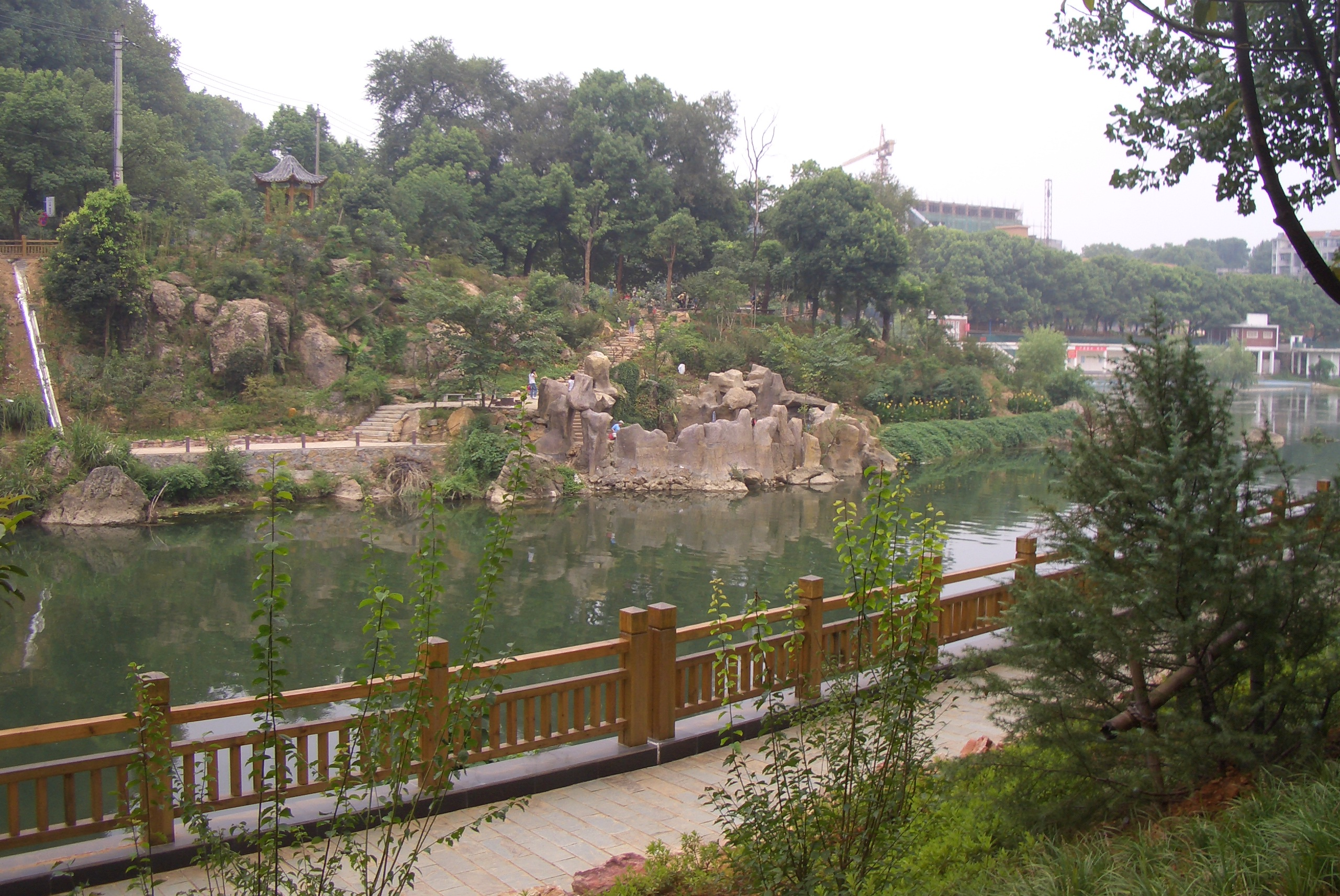
Park am Flussufer

Xianning (咸宁市; Pinyin: Xiánníng Shì) ist eine Stadt im Südosten der chinesischen Provinz Hubei mit 2.658.316 Einwohnern (Stand: Ende 2019) und einer Fläche von 9.750 km². In dem eigentlichen städtischen Siedlungsgebiet von Xianning leben 340.723 Menschen (Stand: Zensus 2010).

## Administrative Gliederung
Die bezirksfreie Stadt Xianning setzt sich auf Kreisebene aus einem Stadtbezirk, einer kreisfreien Stadt und vier Kreisen zusammen. Diese sind :
- Stadtbezirk Xian’an – 咸安区 Xián'ān Qū ;
- Stadt Chibi – 赤壁市 Chìbì Shì ;
- Kreis Jiayu – 嘉鱼县 Jiāyú Xiàn ;
- Kreis Tongcheng – 通城县 Tōngchéng Xiàn ;
- Kreis Chongyang – 崇阳县 Chóngyáng Xiàn ;
- Kreis Tongshan – 通山县 Tōngshān Xiàn.

## Sonstiges
Die Stätte der Tingsiqiao-Schlacht während der Nordexpedition (Beifa Tingsi qiao zhanyi yizhi 北伐汀泗桥战役遗址) steht seit 1988 auf der Liste der Denkmäler der Volksrepublik China (3-23).